# Star Ocean (videojuego)
Star Ocean (スターオーシャン Sutā Ōshan?) es el primer videojuego de la serie Star Ocean de Square-Enix, lanzado para la consola Super Nintendo en el año 1996 y una nueva versión en la PlayStation Portable en el año 2007. También es el primer videojuego que fue desarrollado por el estudio tri-Ace, compuesto por personal que anteriormente había abandonado Wolf Team debido a su descontento con el proceso de desarrollo de Tales of Phantasia con la empresa Namco en 1995. El juego requería un chip de compresión especial en su cartucho para comprimir y almacenar todos los datos del juego debido a la posesión de gráficos que superaron los límites de la vieja Super Famicom. Además, el videojuego tenía voces actuando para la introducción del juego y clips de voz que se reproducían durante la batalla del juego, una rareza para los videojuegos en ese sistema.
La historia involucra a tres amigos que, mientras buscan la cura para una nueva enfermedad, entran en contacto con una federación espacial que está enzarzada en una guerra con otro poder galáctico. Utilizando tecnologías avanzadas y viajes en el tiempo, el grupo intenta descubrir la causa de la guerra y encontrar una cura para su planeta. La versión de Super Famicom nunca se lanzó fuera de Japón debido a que Enix cerró su filial estadounidense poco antes de que finalizara el videojuego, así como el enfoque de Nintendo en el apoyo a la entonces próxima consola de videojuegos la Nintendo 64. Sin embargo, el videojuego fue rehecho más tarde por la empresa Tose para la PlayStation Portable bajo el título Star Ocean: First Departure (スターオーシャン1 ファースト ディパーチャー Sutā Ōshan 1 Fāsuto Dipāchā?). El nombre del videojuego proviene de una frase japonesa que aparece comúnmente en el anime y cuya traducción literal es «Océano de estrellas»; o puede ser interpretado como «Mar de estrellas», y lanzado en las regiones de habla inglesa en Norteamérica, Europa y Australia en octubre del año 2008. El juego fue el comienzo de toda la serie Star Ocean, con cinco videojuegos principales, 3 derivaciones, una nueva versión, y un remaster.

## Modo de juego
Star Ocean es un videojuego de rol con un sistema de batallas aleatorias como es común en el género. Sin embargo, a diferencia de otros videojuegos de rol de su época, como Final Fantasy VI, en Star Ocean las batallas se desarrollan en tiempo real. El jugador controla a un personaje mientras que el resto (3 personajes como máximo) son controlados por la inteligencia artificial. Para ayudar al personaje en batalla, es posible el uso de técnicas especiales y de hechizos que ocasionan más daño que los ataques normales, aunque utilizando una cantidad de puntos de magia. Existen dos tipos de técnicas especiales, las de largo alcance si hay cierta distancia del objetivo y las de corto alcance. Algunas técnicas especiales pueden ser usadas en ambos rangos de alcance, incluyendo los hechizos. Aunque el combate no se detiene al atacar, recibir ataques o usar técnicas especiales, los hechizos mágicos detienen temporalmente el tiempo mientras la animación del hechizo tiene lugar y el daño es asignado. Star Ocean es muy similar a Tales of Phantasia en este aspecto.
Fuera de la batalla, el juego progresa siguiendo la historia. Sin embargo, el jugador puede influir en la forma en la que esta progresa mediante la selección de diferentes personajes e interactuando con ellos mediante el uso del sistema de Acciones Privadas.

## Argumento
Star Ocean cuenta la historia de Roddick Farrence, un joven Fellpool que vive en el pueblo de Kratus en el subdesarrollado planeta Roak. Él es parte de la fuerza de defensa del pueblo, cuya labor es la de defenderlo de ataques de ladrones y bandidos. Roddick es un espadachín al igual que su amigo Dorne Murtough, con quien comparte el trabajo. Un día, una extraña enfermedad que se transmite por contacto directo empieza a transformar en piedra a la gente de la aldea vecina de Coule. El curandero del pueblo y padre de Millie Chliette (amiga de Roddick y Dorne y otra de los guardianes del pueblo) decide ir a Coule y utilizar su Simbología (magia) para intentar vencer a la enfermedad; sin embargo, este también termina siendo infectado. Cuando las noticias le llegan a Millie, Roddick y Dorne, los tres deciden ir al Monte Metorx al norte de Coule para encontrar una hierba legendaria que se dice cura cualquier enfermedad. Con ella, esperan curar la enfermedad y salvar al padre de Millie y a Dorne, quien también ha sido infectado. Pero cuando llegan a la cima donde crece la hierba, una misteriosa luz brota del suelo y dos personas con atuendos extraños aparecen frente a ellos: un hombre con cabello negro y una mujer con cabello rubio. El hombre se presenta como Ronyx J. Kenny, capitán de la nave Calnus de la Federación Terrestre; y la mujer como Ilia Silvestri, oficial científica bajo el mando de Ronyx. Ronyx e Ilia le cuentan que la enfermedad fue mandada al planeta Roak por los lezonianos, una civilización que está en guerra con la Federación Terrestre. Sin embargo, es un misterio el por qué Lezonia mandaría un ataque biológico a un planeta subdesarrollado y qué ganaría con esto.
Roddick, Millie y Dorne son trasportados a la nave para analizar el estado de Dorne, y por un incidente en la nave se revela que la sangre roakiana puede bloquear el espectro de luz visible del ojo humano, por lo que Lezonia ha usado su sangre para procesar un material especial invisible, el cual les daría ventaja en la guerra. Mientras que Dorne es dejado en el planeta Roak debido a su petrificación total, emisarios lezonianos revelan que fueron obligados a entrar en guerra por una oscura organización llamada Fargett.
Así es como descubren que el virus se originó a causa de un monstruo llamado Asmodeus, el Rey del mundo Demoníaco, en el mismo Roak. Pero Asmodeus falleció 300 años antes de que se esparciera la enfermedad. A pesar de tener que enfrentarse a una posible corte marcial, Ronyx decide ir al planeta Styx y usar la misteriosa Puerta del Tiempo para viajar atrás en el tiempo y obtener una muestra de sangre de Asmodeus. Una vez en Styx, la puerta acepta su deseo y entran al portal temporal, solo que Ilia se tropieza antes de entrar y Roddick la ayuda a levantarse; este retraso hace que Roddick e Ilia aparezcan en un punto diferente del planeta al de Ronyx y Millie.

## Personajes
- Roddick Farrence es un espadachín Fellpool de 19 años y el protagonista de la historia. Trabaja como vigilante en su pueblo natal, Kratus, junto a sus amigos de la infancia Millie y Dorne, hasta que se ve envuelto en una aventura para salvar su planeta natal. Usa espadas como arma.
- Millie Chliette es una Fellpool de 18 años que vive en Kratus y trabaja como vigilante junto con sus amigos de la infancia Roddick y Dorne. Usa Simbología curativa y un bastón como arma.
- Ronyx J. Kenny es un humano de 38 años, capitán de la nave Calnus de la Federación Terrestre. Usa un arco en combate y Simbología de ataque. Ronyx es el padre de Claude C. Kenny, protagonista de Star Ocean: The Second Story.
- Ilia Silvestri es una humana de 23 años que trabaja como oficial científica bajo el mando de Ronyx en la nave Calnus de la Federación Terrestre. Le encanta beber alcohol. Ilia usa artes marciales para luchar, con guantes y nudillos.
- Dorne Murtough es un Fellpool de 19 años que vive en Kratus con sus amigos de la infancia Roddick y Millie y trabaja como vigilante junto a ellos. Cuando cae presa de la enfermedad que asola Roak, sus amigos emprenderán un viaje para buscar una cura.
- Cyuss Warren es un guerrero montañés de 20 años. Es el hijo de Lias Warren, uno de los tres héroes de la pasada Guerra Demoníaca. Sueña con convertirse en el mejor espadachín del mundo. Usa espadas grandes como arma.
- Phia Melle es una montañés de 20 años y la cabeza al mando de los Caballeros de Astral. Usa dagas arrojadizas en combate.
- Ashlay Bernbeldt es un soldado montañés de 57 años vagando por el mundo en busca de un sucesor al cual enseñar sus técnicas de espada. Si es reclutado, este sucesor es Roddick, lo que explica el por qué comparten muchas de las técnicas en combate.
- Mavelle Froesson es una hechicera misteriosa de 19 años que acompaña a Ronys y Millie a la ciudad de Ionis. Su arma es una esfera mágica que puede lanzar al enemigo.
- Ioshua Jerand es un alado de 20 años que recorre el mundo buscando a su hermana perdida, Erys, de quien fue separado tras ser sus padres asesinados. Detesta combatir, pero lo considera un mal necesario para sobrevivir. Usa Simbología curativa y de ataque en combate y un bastón como arma.
- Pericci es una Fellpool menor de 16 años que se puede transformar en gata. Cuando aparece, está encerrada en una celda en una base pirata, pero es liberada por Roddick. Lucha con nudillos como armas.
- T'nique Arcana es un licántropo de 18 años que se transforma en un hombre lobo azul oscuro en combate. Se encuentra luchando en la arena de combate de Tatroi, ya que busca llegar a ser un excelente luchador. Usa lanzas y bastones bo en combate.
- Erys Jerand es una alada de 17 años, hermana de Ioshua. Fue secuestrada cuando era niña. Solo aparece en el remake de PSP.
- Welch Vineyard es una misteriosa viajera de 18 años. Solo aparece en el remake de PSP. Es un personaje recurrente que aparece en todos los juegos de la serie.[5]

Nota
Los jugadores, debido a las limitaciones del juego, solo puede escoger 8 personajes, 4 de ellos entran en batalla. Si los 4 mueren en batalla, acaba la partida.

## Desarrollo
En 1994, El equipo de desarrollo Wolf Team firmó un acuerdo con Namco para lanzar el juego Tales of Phantasia, que fue publicado en Japón el 1995. Sin embargo, existieron demasiadas disputas entre los desarrolladores y distribuidoras, lo que hizo que parte del equipo abandonara el grupo para fundar tri-Ace. Los dos juegos llevaron el poder de Super Nintendo al límite, con un total de 48 megabits de datos (la máxima cantidad de memoria que podía almacenar un cartucho), y usando el chip S-DD1 para ayudar en la compresión de casi todas sus gráficas y datos del mapa, por lo que sus datos se encontraban almacenados de una forma más efectiva que en Tales of Phantasia. Con el «Virtual Reality Sound System» (Sistema de sonido de realidad virtual), el «Controlador de Voz Flexible» fue utilizado de nuevo para sobrepasar el límite de 64kb del chip SPC700 mediante el intercambio de bits de muestras de voz; se añadió también el uso de sonido envolvente y había muchas más voces que en Tales of Phantasia (aunque estas tenían que ser almacenadas con una calidad menor para que no sobrepasaran los límites de almacenaje del cartucho).
El juego fue lanzado en 1996, pero no salió de Japón debido a bajas ventas de Enix América, que había cerrado el 1995. Sin embargo, el juego fue traducido al inglés por el grupo de fanes DeJap. Doce años después del lanzamiento oficial, se hizo una traducción al inglés para la versión de PlayStation Portable, lanzada en 2008.

### First Departure
Star Ocean: First Departure es una nueva versión mejorada del Star Ocean original, desarrollada por TOSE. Los primeros detalles del juego se revelaron en el "Star Ocean Special Stage" durante la Convención Square Enix Party del 2007, junto con el Star Ocean: The Second Story. Yoshinori Yamagishi, productor de la serie, declaró que quiere que las nuevas versiones se sientan como si fueran juegos completamente nuevos.
El juego fue lanzado en Japón el 27 de diciembre de 2007 y fue lanzado en América del Norte y Europa el 21 de octubre de 2008 y el 24 de octubre de 2008, respectivamente; convirtiéndose en la primera vez que el Star Ocean original fue lanzado oficialmente fuera de Japón. La distribución en inglés fue manejada por Nanica, Inc., con servicios de producción de voz proporcionadas por Epcar Entertainment, Inc. First Departure es usa una versión ligeramente alterada del motor utilizado para Star Ocean: The Second Story con características similares, incluidos fondos pretratados, campos de batalla 3D y animaciones faciales dibujadas a mano. Production I.G proporcionó nuevas ilustraciones y escenas animadas para el videojuego. Se han agregado nuevos personajes jugables también. Se incluyeron nuevos actores de voz y una gran cantidad de diálogos nuevos con voces completas, incluso con algunos personajes que no son jugadores. Una edición limitada llamada Star Ocean: First Departure Eternal Edition fue lanzada exclusivamente en Japón junto con la versión estándar. Cuenta con arte de la caja alterna y unida a un modelo Ocean Star con temas de PSP-2000 una bolsa de mano y de transporte.

### Música
Los temas de Star Ocean y First Departure fueron compuestos y arreglados por Motoi Sakuraba, cuyas bandas sonoras arregladas también tocaron. El grupo de música japonés Asunaro compuso la primera canción del álbum titulada "Corazón", que es el tema del juego. El álbum Star Ocean Perfect Sound Collection fue lanzado después de la banda sonora original en un formato de álbum arreglado y dramático.
Los críticos elogiaron el estilo de rock progresivo de Sakuraba y destacaron su experimentación musical a través del puntaje original de Star Ocean y Final Departure. Pistas añadidas de Star Ocean: The Second Story recibieron críticas mixtas en el álbum First Departure, agregando algunos temas familiares de Star Ocean pero también algunas canciones menos conocidas para la mezcla. Varias piezas musicales faltaban en el álbum original y se agregaron al lanzamiento de la nueva versión.

## Recepción
El lanzamiento original en Super Famicom de Star Ocean vendió aproximadamente 235,000 copias en Japón, de las cuales se vendieron más de 175,000 copias durante 1996. En una revisión retro de 2009, NintendoLife elogió los aspectos técnicos del juego llamándolo "uno de los mejores juegos de Super Nintendo jamás creados "y que la banda sonora" nunca deja de sorprender". Mantiene una calificación promedio del 93% del sitio web de reseñas GameRankings.
La nueva versión Star Ocean: First Departure en PlayStation Portable vendió más de 115,280 copias en su semana de debut en Japón, con ventas totales de aproximadamente 204,996 copias en toda la región. Recibió un puntaje total de 31 de 40 de la revista japonesa Famitsu, basado en puntuaciones individuales de 8, 7, 8 y 8, lo que le valió el Premio de Plata de la publicación. Mientras los editores pensaban que la animación y los personajes del título estaban bien hechos y la historia era "encantadora", lamentaban que los jugadores solo pudieran guardar su progreso en ciertos puntos como el mapa mundial, que también se sentían demasiado grandes y tenían un límite campo de visión.
La versión en inglés de First Departure recibió críticas mixtas y promedio, obteniendo un 77% de GameRankings y un promedio de 74 de 100 en Metacritic. Muchos críticos sintieron que a pesar de los gráficos y el sonido actualizados, el juego todavía se sentía menos refinado que los videojuegos de rol más modernos. IGN descubrió que el juego tenía una "narrativa suave y torpe" con "personajes débiles", pero que atraería a los fanáticos de los juegos más antiguos, y dijo "Si puedes ver la Star Ocean: First Departure y entiendes que está basada en un juego muy antiguo". Sabes que es probable que pueda pasar por alto los problemas y obtener una buena cantidad de satisfacción". GameSpot También afirmó que el título tenía "un atractivo limitado" además de proporcionar un pequeño desafío. Andrew Fitch de 1UP.com, sin embargo, calificó a First Departure como un "clásico olvidado" con "minucioso de elaboración ridículamente absorbente" y numerosas combinaciones de personajes que aumentan su valor de repetición. GameSpy declararía además que "a pesar de un par de contratiempos menores, Star Ocean: First Departure es una de las mejores nuevas versiones que Square Enix ha llevado a las consolas portátiles".